# James B. Belford

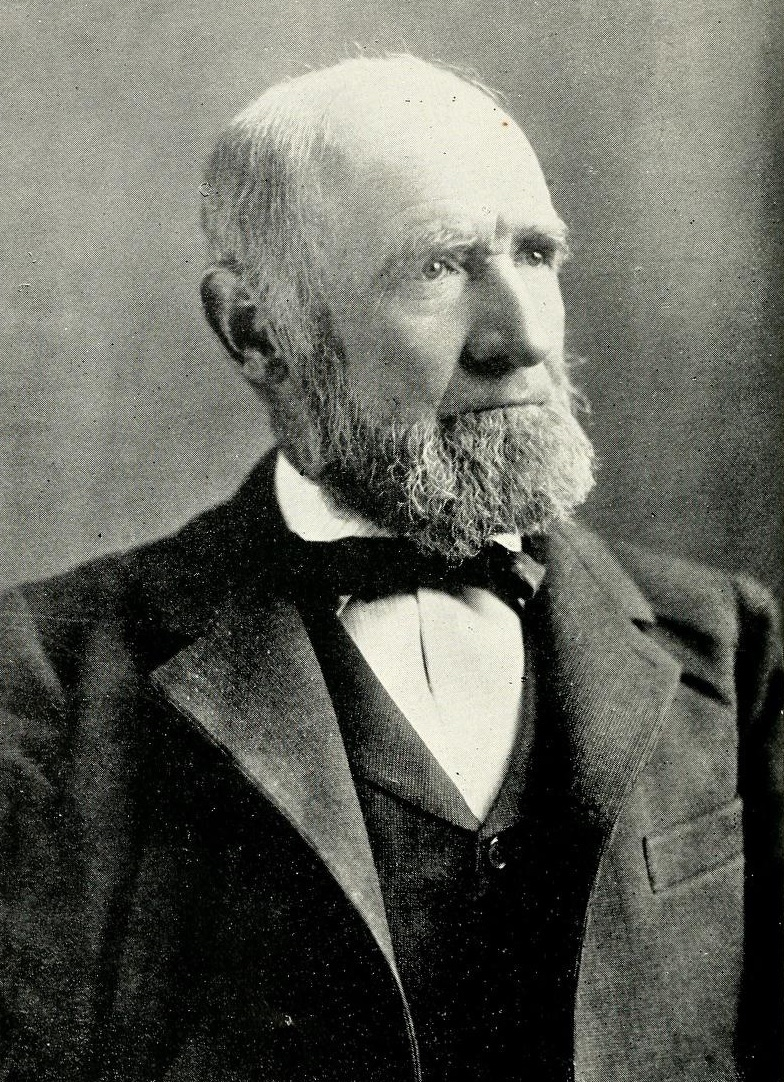
James B. Belford

James Burns Belford (* 28. September 1837 in Lewistown, Pennsylvania; † 10. Januar 1910 in Denver, Colorado) war ein US-amerikanischer Politiker. Zwischen 1876 und 1877 sowie von 1879 bis 1885 vertrat er den Bundesstaat Colorado im US-Repräsentantenhaus.

## Werdegang
James Belford war der Cousin von Joseph M. Belford, der zwischen 1897 und 1899 für den Staat New York im US-Repräsentantenhaus saß. Er besuchte die öffentlichen Schulen seiner Heimat und danach das Dickinson College in Carlisle. Nach einem anschließenden Jurastudium wurde er 1859 als Rechtsanwalt zugelassen. Danach zog Belford in das Moniteau County in Missouri, wo er als Anwalt praktizierte. Nach einem erneuten Umzug gelangte er nach LaPorte (Indiana). Er schloss sich der Republikanischen Partei an und wurde im Jahr 1867 in das Repräsentantenhaus von Indiana gewählt. 1870 wurde er im Colorado-Territorium zum beisitzenden Richter am dortigen Obersten Gerichtshof ernannt. Daher verlegte er seinen Wohnsitz nach Central City.
Nach der Staatsgründung von Colorado wurde James Belford als erster Abgeordneter des Staates in den Kongress in Washington gewählt. Bis 1893 stellte der neue Staat nur einen Kongressabgeordneten. Im Repräsentantenhaus amtierte er zunächst vom 3. Oktober 1876 bis zum Ende der Legislaturperiode am 3. März 1877. Bei den regulären Kongresswahlen des Jahres 1876 war er wiedergewählt worden, so dass er am 4. März 1877 eine weitere Legislaturperiode beginnen konnte. Seine Wahl wurde aber vom Demokraten Thomas MacDonald Patterson angefochten. Nachdem diesem Einspruch stattgegeben worden war, musste Belford sein Mandat am 13. Dezember 1877 an Patterson abgeben. Bei den Wahlen des Jahres 1878 konnte er aber seinen Sitz zurückgewinnen. Nach einigen Wiederwahlen konnte er zwischen dem 4. März 1879 und dem 3. März 1885 drei zusammenhängende Legislaturperioden im Kongress absolvieren. Zwischen 1881 und 1883 war er Vorsitzender des Ausschusses zur Kontrolle der Ausgaben des Finanzministeriums. Im Jahr 1884 bewarb sich Belford erfolglos um eine erneute Nominierung durch seine Partei.
Nach dem Ende seiner Zeit im Kongress zog sich James Belford aus der Politik zurück und arbeitete als Anwalt in Denver. Dort ist er im Jahr 1910 auch verstorben.